# Werner Frigyes
Werner Frigyes, teljes születési nevén Werner Károly Frigyes (Budapest, 1886. augusztus 15. – Budapest, 1934. június 17.) magyar építész.

## Élete
Szülei Werner Adolf légszeszgyári tisztviselő és Bognár Alajka. 1911-ben szerzett oklevelet a budapesti Műegyetemen. Ezt követően 1 éven keresztül Goll Elemérrel dolgozott közösen, számos tervpályázaton vettek részt. Később önállósult.
1925. szeptember 8-án Budapesten feleségül vette Hanga Etelkát.
Hosszú szenvedés után hunyt el mindössze 47 éves korában. A Farkasréti temetőben helyezték nyugalomra.

## Ismert épületei

### Saját épületek
- 1913–1915: Állami Főreáliskola, Szombathely[5]
- 1914–1915: Állami Teleki Blanka leánygimnázium, Mezőtúr[8]
- 1928: Magyar királyi téli gazdasági iskola és mezőgazdasági szaktanácsadó állomás, Berettyóújfalu[9]

### Tervben maradt saját épületek
- 1908: Ivócsarnok, helyszín megjelölése nélkül[5]
- 1911: Egyetemi Énekkarok Háza, Budapest[5]
- 1912: Nemzeti Színház, Budapest[5]